# Les granotes (Aristòfanes)
Les granotes (en grec antic: Βάτραχοι, Bátrakhoi) és una comèdia d'Aristòfanes. Fou estrenada el 405 aC a les Lenees, un dels festivals de Dionís, on va rebre el primer premi. El títol procedeix del cor, integrat per les granotes de la llacuna Estígia.

## Argument
Les granotes explica la peripècia del déu Dionís que, decebut de l'estat dels tràgics del moment i suposadament recuperant-se de la desastrosa batalla de les Arginuses (406 aC), viatja a l'Hades per tornar Eurípides a la vida. L'acompanya el seu esclau Xànties, que és més espavilat, fort, racional, prudent i valent que Dionís. L'obra comença quan Xànties i Dionís discuteixen sobre quina mena de queixes pot fer servir Xànties per a començar l'obra còmicament. Per trobar un camí fiable cap al Tàrtar, Dionís cerca el consell del seu germanastre Hèracles, que ja hi havia estat anteriorment per endur-se el gos Cèrber. Aleshores, Dionís apareix per la porta vestit amb una pell de lleó i portant un garrot. Hèracles, quan veu l'efeminat Dionís vestit com ell, es posa a riure. Respecte a la qüestió del camí més ràpid per arribar a l'Hades, Hèracles contesta amb les opcions de penjar-se, beure verí o saltant d'una torre. Dionís opta pel camí més llarg, per un llac (possiblement el del riu Aqueront), el mateix que va agafar Hèracles.
Quan Dionís arriba al riu, Caront el du a l'altra banda amb la seva barca. Xànties, com que és un esclau, no té permís per a pujar a la barca (perquè no va poder participar en la batalla de les Arginuses) i, per tant, ha de fer la volta al llac. Quan Dionís rema, sent un cor de granotes (la sola escena de l'obra en què apareixen). El seu cant onomatopeic («Βρεκεκεκέξ κοάξ κοάξ», brekekekex koax koax) es repeteix constantment, i Dionís s'hi afegeix. Quan arriba a la riba, Dionís es troba amb Xànties, que es burla d'ell cridant per veure el terrorífic monstre d'Empusa. Aviat apareix un segon cor compost pels esperits iniciats en el culte de Dionís.
En arribar, Èac confon Dionís amb Hèracles a causa de la seva roba. Com que encara està enfadat perquè Hèracles li robà Cèrber, l'amenaça de deixar anar uns monstres com a venjança. Espantat, Dionís es canvia la roba amb Xànties. Tot seguit, arriba una noia que està molt contenta de veure Hèracles i el convida a un banquet amb altres noies ballant, i Xànties està molt content de fer el favor. Però, Dionís, ràpidament, vol tornar-se a canviar la roba. Dionís, un altre cop amb la pell de lleó d'Hèracles, es troba més gent enfadada amb Hèracles; així doncs, es torna a canviar la roba amb Xànties, per tercera vegada.
Quan Èac torna, Xànties li explica que hauria de torturar Dionís per saber si realment és un lladre o no, i li ofereix diverses maneres d'aclarir-ho. Dionís, aterrit, confessa que és un déu i, aleshores, és portat davant els mestres d'Èac, que verifiquen el que diu.
A continuació, Dionís es troba amb Eurípides enmig d'un conflicte. Eurípides, que havia mort feia poc, estava desafiant el lloc de «millor poeta tràgic» al gran Èsquil durant un sopar del déu Hades. Es fa un concurs amb Dionís com a jutge, i els dos dramaturgs fan torns per citar versos de les seves obres rient-se l'un de l'altre. Eurípides defensa que els personatges de les seves obres són millors perquè són més realistes i lògics, mentre que Èsquil creu que els seus idealitzats personatges són millors perquè són heroics i models de virtuts. Èsquil aconsegueix tenir la raó en la discussió i comença a ridiculitzar Eurípides. Èsquil mostra els versos d'Eurípides citant molts dels seus pròlegs i interposant-se cada vegada amb: «...va perdre la seva petita ampolla d'oli».
Per finalitzar el debat, es presenta una balança i hom els diu que han de dir uns versos de les seves obres: els que tinguin més «pes» faran que la balança s'inclini a favor seu. Èsquil guanya, però Dionís continua indecís. Finalment, decideix endur-se el poeta que doni més bon consell sobre com salvar la ciutat. Eurípides dona respostes ben formulades, però sense significat, mentre que les d'Èsquilsón més pràctiques. Així doncs, Dionís s'endú Èsquil en comptes d'Eurípides. Abans de partir, Èsquil proclama que, mentre ell no hi sigui, Sòfocles hauria d'ocupar el seu lloc.

## Crítica
Charles Paul Segal argumenta que Les granotes és única en la seva estructura, perquè combina dues formes de motius còmics, un motiu de viatge i un motiu de concurs, amb el mateix pes a cada motiu en l'obra.

## Adaptacions
Stephen Sondheim es va inspirar en l'obra per al musical Les granotes, una adaptació lliure del 1974 de l'obra d'Aristòfanes, on el personatge d'Eurípides és reemplaçat per George Bernard Shaw i Èsquil per William Shakespeare. Una versió ampliada es va estrenar a Broadway el 2004, escrita per Stephen Sondheim i protagonitzada per Nathan Lane.

## Traduccions catalanes
- Aristòfanes. Comèdies. Vol. V: Les tesmofòries, Les granotes. Traducció de Manuel Balasch.  Barcelona: Fundació Bernat Metge, 1974. Text bilingüe (grec antic) - (català)
- Aristòfanes. Les granotes. Traducció de Cristian Carandell.  Martorell: Adesiara, 2014.  Text bilingüe (grec antic) - (català)[6]